# 3. Armee (Wehrmacht)
La 3. Armee, abbreviazione della dicitura completa Armeeoberkommando 3, fu una grande unità dell'Esercito tedesco di breve esistenza operativa, impegnata solamente durante la campagna di Polonia all'inizio della seconda guerra mondiale.

## Storia
Il 22 agosto 1939, nel Wehrkreis I, fu attivato un Übungs-Armeeoberkommando 3 che, sei giorni più tardi, divenne a tutti gli effetti una grande unità campale con il nome di 3ª Armata: in previsione dell'aggressione alla Polonia, fu assegnata con la 4. Armee all'Heeresgruppe Nord del colonnello generale Georg von Küchler, assistito dal capo di stato maggiore maggior generale Herbert von Böckmann. L'armata si articolava sul I. e XXI. Armeekorps, sul Gruppe Brand, sulla 217. Infanterie-Division, sulla 1. Kavallerie-Brigade e altre unità minori.
La 3ª Armata era schierata in Prussia Orientale e una sua metà ebbe il compito di marciare verso ovest per ricollegarsi con l'armata sorella e recidere così il corridoio di Danzica; l'altro raggruppamento della 3ª Armata avrebbe invece dovuto marciare verso sud alla volta di Varsavia, andando incontro alle forze dell'Heeresgruppe Süd: era prevista la cattura di Modlin e l'attraversamento vicino alla confluenza del Bug Occidentale nella Vistola, per realizzare un grande accerchiamento delle armate polacche disposte vicino ai confini tedesco-polacchi e intraprendere l'attacco alla capitale.
Il 1º settembre 1939 cominciarono le operazioni tedesche contro la Polonia e l'ala destra della 3ª Armata, in movimento verso ovest, si trovò impegnata in duri scontri nell'area di Graudenz, che rallentarono i tedeschi e permisero a buona parte delle truppe polacche di ripiegare in direzione di Varsavia. L'ala sinistra invece, dopo alcune difficoltà nell'espugnazione delle posizioni polacche a Modlin, poté avanzare come da piani verso sud, godendo dell'appoggio del XIX. Armeekorps (mot.) distaccato dalla 4ª Armata; il passaggio del Bug avvenne senza problemi e reparti motorizzati furono lanciati in direzione di Brest-Litovsk, che fu presa poco prima del'arrivo di forze dell'Armata Rossa. Fu quindi effettuato il congiungimento tra il XXII. Armeekorps dell'Heeresgruppe Süd e avanguardie dell'armata di von Küchler, accerchiando tra loro e la zona della capitale numerose unità polacche. Il patto Molotov-Ribbentrop, però, aveva previsto che Brest-Litovsk ricadesse nella zona d'occupazione sovietica in Polonia, quindi la 3ª Armata sgombrò la città e si schierò dietro il fiume Bug. Qui, il 3 ottobre, dopo la fine dei combattimenti e le annessioni operate da Berlino e Mosca, l'armata fu ridenominata Grenz-Abschnittskommando Nord ("comando di settore di frontiera nord") e posta a presidio del nuovo confine tedesco-sovietico; fu definitivamente sciolta il 21 ottobre 1939 e lo stato maggiore fu inviato al fronte occidentale per sovrintendere alla formazione della 16ª Armata.
Un'altra fonte afferma, invece, che la disattivazione dell'armata sia avvenuta il 5 novembre 1939.

## Comandanti
- General der Artillerie Georg von Küchler (1º settembre-5 novembre 1939)